# Mormântul lui Marin Preda
Mormântul lui Marin Preda se află în Cimitirul Șerban Vodă - Bellu din  București, la figura 9 (Scriitori). Scriitorul Marin Preda este înmormântat la marginea Aleii Scriitorilor și are în stânga mormântul criticului literar Laurențiu Ulici.
Piatra tombală a mormântului lui Marin Preda este simplă, din marmură, mărginită de trei trepte, și fără nicio inscripție. Mormântul este străjuit de un bust al scriitorului amplasat pe un soclu placat cu marmură, înalt de cca. 1,50 metri.
Mormântul este înscris în Lista monumentelor istorice 2010 din Municipiul București (cod LMI B-IV-m-B-20118.128).